# Якименко Павло Віталійович
Павло Віталійович Якименко (нар. 8 листопада 1989, Харків) — Народний депутат України IX скликання від партії Слуга народу.Член Комітету з питань екологічної політики та природокористування. Голова Підкомітету з охорони та оптимального використання надр.

## Життєпис

### Освіта
1996—2007 рр. — навчався у Харківській спеціалізованій школі № 50.
З 2007 по 2013 рік навчався в Харківському національному економічному університеті за спеціальністю міжнародна економіка. По закінченні здобув кваліфікацію магістр з міжнародної економіки.
З 2009 по 2014 рік навчався у Національному юридичному університеті ім. Ярослава Мудрого за спеціальністю — правознавство. Отримав кваліфікацію юрист.

### Трудова діяльність
З 2013 по 2014 рік працював старшим державним ревізором-інспектором відділу контролю за декларуванням ПДВ у ДПІ Київського району м. Харкова.
2014—2019 — працював у комерційних структурах, був директором ТОВ «Інтерплєкс», що пов'язують з бізнес-партнером колишнього міністра МВС Арсена Авакова — Ігорем Котвицьким.
Також був співзасновником та керівником деяких інших ТОВ, що займаються будівництвом, обслуговуванням нежитлового майна та операціями з нерухомістю. Зокрема, Павел Якименко був керівником наступних підприємств: ТОВ «ОВБ» (надання в оренду й експлуатацію власного чи орендованого нерухомого майна), ТОВ «Нідус Інвестментс» (будівництво житлових і нежитлових приміщень), ТОВ «Альта Центр» (надання в оренду й експлуатацію власного чи орендованого нерухомого майна).

### Політика
2010—2013 — депутат Харківської районної ради.
На парламентських виборах 2019 року був обраний народним депутатом від партії «Слуга народу» (№ 98 у списку). У Раді увійшов Комітету Верховної Ради з питань екологічної політики та природокористування, в якому очолив підкомітет з питань державного моніторингу навколишнього природного середовища. Член Підкомітету з питань охорони і раціонального використання надр, водних ресурсів та Підкомітету з питань подолання наслідків Чорнобильської катастрофи.
Заснував Благодійний фонд «Твій Харків», через який наразі надходить допомога для харків'ян та військовослужбовців, які обороняють Харків та Харківську область.
Якименко не отримав заробітну плату народного депутата за березень 2020 року, його позбавили грошей за постійні прогули засідань ВРУ за цей період.
У вересні 2020 року Якименко зарахували до т. з. «тендерної мафії», яка намагалася протягнути до Верховної Ради неоднозначний законопроєкт. Політик із колегами пропонували розширити перелік тварин, які підпадають під обов'язкову реєстрацію та ідентифікацію. Процес оформлення тварин пропонували провести через приватного посередника, який забирав би собі частину коштів. Авторів законопроєкту звинуватили в спробі створення незаконної схеми з виведення коштів платників податків на рахунки олігархів.
22 Липня 2025 року проголосував за проєкт закону 12414, що обмежує Національне антикорупційне бюро України та Спеціалізовану антикорупційну прокуратуру. Закон викликав хвилю антикорупційних протестів.

## Статки
Згідно з декларацією за 2018 рік, Якименко безкоштовно користувався в Харкові квартирою площею 75,8 м², мав дві недобудовані квартири, нежитлове приміщення (648,7 м²), мав чотири земельні ділянки в Циркунах Харківської області (1512, 1500, 1572 та 1512 м²).
Якименко також володів 100 % корпоративних прав у ТОВ «Венеція-1», 50 % у ТОВ «Харківнерудпром» та ТОВ «ОВБ», 25 % у ТОВ «Альта Центр».
Дружина Павла заробляє 1 млн 425 тис. грн на рік (2019). Павло оформив кредит та отримав у звітному році 272 тис. грн, готівкою зберігає 5 млн грн, $398 тис. та 150 тис. євро[джерело?].

## Родина
Дружина Тетяна Якименко, виховують доньку Олександру.